# Wilkes 400 1966
Wilkes 400 1966 var ett stockcarlopp ingående i Nascar Grand National Series (nuvarande Nascar Cup Series) som kördes 2 oktober 1966 på den 0,625 mile (1005,84 meter) långa ovalbanan North Wilkesboro Speedway i North Wilkesboro, North Carolina. Totalt avverkades 250 miles (402,336 km) fördelat på 400 varv. Banunderlaget var asfalt. Loppet vanns av Dick Hutcherson i en Ford på tiden 2:48.31 körande för Holman-Moody. Hutchersons snitthastighet uppgick till 89,012 mph. Prispotten uppgick till 17 725 dollar, varav 4 325 dollar gick till segraren.

## Resultat
| Plc     | Nr | Förare          | Team/ bilägare              | Konstruktör | Start | Varv | Ledda varv |
| ------- | -- | --------------- | --------------------------- | ----------- | ----- | ---- | ---------- |
| 1       | 29 | Dick Hutcherson | Holman-Moody                | Ford        | 4     | 400  | 94         |
| 2       | 6  | David Pearson   | Cotton Owens                | Dodge       | 11    | 400  | 0          |
| 3       | 1  | Paul Lewis      | Paul Lewis                  | Plymouth    | 7     | 400  | 0          |
| 4       | 14 | Jim Paschal     | Tom Friedkin                | Plymouth    | 35    | 397  | 0          |
| 5       | 48 | James Hylton    | Bud Hartje                  | Dodge       | 15    | 395  | 0          |
| 6       | 47 | Curtis Turner   | Toy Bolton                  | Chevrolet   | 17    | 391  | 0          |
| 7       | 46 | Roy Mayne       | Tom Hunter                  | Chevrolet   | 25    | 389  | 0          |
| 8       | 4  | John Sears      | DeWitt Racing               | Ford        | 14    | 389  | 0          |
| 9       | 09 | Friday Hassler  | Red Sharp                   | Chevrolet   | 13    | 387  | 0          |
| 10      | 73 | Buddy Baker     | Joan Petre                  | Ford        | 16    | 385  | 0          |
| 11      | 34 | Wendell Scott   | Scott Racing                | Ford        | 19    | 382  | 0          |
| 12      | 59 | Tom Pistone     | Pistone Racing              | Ford        | 21    | 381  | 0          |
| 13      | 97 | Henley Gray     | Gray Racing                 | Ford        | 31    | 375  | 0          |
| 14      | 86 | Neil Castles    | Buck Baker Racing           | Dodge       | 26    | 375  | 0          |
| 15      | 67 | Buddy Arrington | Arrington Racing            | Dodge       | 22    | 371  | 0          |
| 16      | 20 | Earl Brooks     | Gene Black                  | Ford        | 27    | 368  | 0          |
| 17      | 75 | Clyde Lynn      | Negre Racing                | Ford        | 24    | 367  | 0          |
| 18      | 95 | Bill Seifert    | Gene Cline                  | Ford        | 33    | 361  | 0          |
| 19      | 21 | Cale Yarborough | Wood Brothers Racing        | Ford        | 6     | 355  | 0          |
| 20      | 60 | Ernest Eury     | i.u.                        | Chevrolet   | 34    | 354  | 0          |
| 21      | 63 | Larry Manning   | Bob Adams                   | Plymouth    | 30    | 323  | 0          |
| 22      | 35 | Max Ledbetter   | Ken Carpenter               | Oldsmobile  | 32    | 312  | 0          |
| 23      | 28 | Fred Lorenzen   | Holman Moody                | Ford        | 3     | 307  | 216        |
| 24      | 16 | Darel Dieringer | Bud Moore Engineering       | Mercury     | 5     | 312  | 0          |
| 25      | 25 | Jabe Thomas     | Handy Racing                | Ford        | 29    | 310  | 0          |
| 26      | 43 | Richard Petty   | Petty Enterprises           | Plymouth    | 2     | 186  | 0          |
| 27      | 94 | Don Biederman   | Ron Stotten                 | Chevrolet   | 20    | 134  | 0          |
| 28      | 26 | Junior Johnson  | Junior Johnson & Associates | Ford        | 1     | 129  | 93         |
| 29      | 64 | Elmo Langley    | Langley-Woodfield Racing    | Ford        | 8     | 111  | 0          |
| 30      | 2  | Bobby Allison   | J.D. Bracken                | Chevrolet   | 10    | 92   | 0          |
| 31      | 87 | Buck Baker      | Buck Baker Racing           | Oldsmobile  | 18    | 83   | 0          |
| 32      | 19 | J.T. Putney     | J.T. Putney                 | Chevrolet   | 12    | 60   | 0          |
| 33      | 61 | Joel Davis      | Toy Bolton                  | Chevrolet   | 23    | 55   | 0          |
| 34      | 49 | G.C. Spencer    | GC Spencer Racing           | Plymouth    | 9     | 38   | 0          |
| 35      | 38 | Wayne Smith     | Archie Smith                | Chevrolet   | 28    | 29   | 0          |
| Källor: |    |                 |                             |             |       |      |            |